# Heinz Jost (Grafiker)
Heinz Jost (* 2. August 1934 in Bern; † 6. Februar 1997 ebenda) war ein Schweizer Grafiker und Plakatkünstler.

## Leben und Werk
Heinz Jost besuchte in den 1950er-Jahren für vier Jahre die Kunstgewerbeschule in Biel. Anschliessend absolvierte er ein Volontariat im Malersaal am Stadttheater Bern.
Hugo Wetli holte ihn nach Olten, wo er in einem Herrenbekleidungsgeschäft die Verantwortung für die Schaufensterdekoration hatte. Zudem erlernte er autodidaktisch das Siebdruckverfahren. Ab 1959 arbeitete Jost als leitender Grafiker für Merkur.
Rudolf Moser (1914–1972), Heiner Bauer (1922–1981) und Hugo Wetli waren seine wichtigsten Lehrmeister. 1966 eröffnete Heinz Jost sein eigenes Grafikatelier in Bern. Er widmete sich fortan dem Kulturplakat. So schuf er zahlreiche Plakate für das Stadttheater Bern und für die Musikgesellschaft Bern. Seine Plakate wurden 1971, 1974, 1977, 1978, 1985 und 1986 mit dem Preis für das «Schweizer Plakat des Jahres» ausgezeichnet.